# Alberto Gerbo
Alberto Gerbo (Valenza, 9 novembre 1989) è un calciatore italiano, centrocampista svincolato.

## Caratteristiche tecniche
Centrocampista molto duttile tatticamente e bravo tecnicamente, può giocare come regista davanti alla difesa o come laterale destro di centrocampo e all'occorrenza può essere impiegato come terzino destro.

## Carriera
Esordisce con il Giaveno in Serie D, quindi viene prelevato dall'Inter e inserito nella formazione Primavera, con cui nel 2008 vince il Torneo di Viareggio. Dopo due anni passa in prestito all'Ancona, in Serie B.
Per la stagione di Serie B 2010-2011 passa alla Triestina in prestito con diritto di riscatto per la metà del cartellino. Nonostante la retrocessione della Triestina in Lega Pro Prima Divisione, Gerbo rimane nella serie cadetta in quanto l'Inter lo cede in compartecipazione al Gubbio. A fine stagione la risoluzione della compartecipazione è risolta a favore del Gubbio.
Il 24 luglio 2012 trova l'accordo con il Latina, squadra di Lega Pro Prima Divisione, quindi il 1º agosto seguente arriva l'ufficialità per il tesseramento a titolo definitivo. Con la squadra laziale centra la prima promozione della storia in Serie B e vince la Coppa Italia di Lega Pro, venendo confermato anche per la stagione successiva in seconda serie, nella quale gioca 8 partite.
Il 14 agosto 2014 viene ufficializzato il suo trasferimento al Foggia, in Lega Pro. Il 3 ottobre 2015 realizza il primo gol con la maglia rossonera contro il Matera, con una grande conclusione da oltre trenta metri. Il 23 aprile 2017 alla fine del campionato conquista la promozione in Serie B con i Satanelli. Nell'estate 2017 prolunga il suo contratto con la squadra pugliese, fino al giugno 2020.
Rimasto svincolato, il 30 luglio 2019 firma un contratto biennale con l'Ascoli. Segna la sua prima rete con la maglia bianconera il 14 settembre successivo, nella vittoria per 2-0 in casa contro il Livorno. Il 31 gennaio 2020 passa in prestito secco fino a giugno al Crotone, con cui ottiene la promozione in Serie A.  A fine stagione rientra dal prestito ad Ascoli, dove rimarrà 6 mesi prima di essere ceduto al Cosenza.

## Statistiche

### Presenze e reti nei club
Statistiche aggiornate al 19 maggio 2024.
| Stagione           | Squadra            | Campionato         | Campionato | Campionato | Coppe nazionali | Coppe nazionali | Coppe nazionali | Coppe continentali | Coppe continentali | Coppe continentali | Altre coppe | Altre coppe | Altre coppe | Totale | Totale |
| Stagione           | Squadra            | Comp               | Pres       | Reti       | Comp            | Pres            | Reti            | Comp               | Pres               | Reti               | Comp        | Pres        | Reti        | Pres   | Reti   |
| ------------------ | ------------------ | ------------------ | ---------- | ---------- | --------------- | --------------- | --------------- | ------------------ | ------------------ | ------------------ | ----------- | ----------- | ----------- | ------ | ------ |
| 2006-2007          | Giaveno            | D                  | 32         | 1          | -               | -               | -               | -                  | -                  | -                  | -           | -           | -           | 32     | 1      |
| 2009-2010          | Ancona             | B                  | 13         | 0          | CI              | 2               | 0               | -                  | -                  | -                  | -           | -           | -           | 15     | 0      |
| 2010-2011          | Triestina          | B                  | 16         | 0          | CI              | 1               | 0               | -                  | -                  | -                  | -           | -           | -           | 17     | 0      |
| 2011-2012          | Gubbio             | B                  | 14         | 0          | CI              | 1               | 0               | -                  | -                  | -                  | -           | -           | -           | 15     | 0      |
| 2012-2013          | Latina             | 1D                 | 24+3       | 1          | CI-LP           | 0               | 0               | -                  | -                  | -                  | -           | -           | -           | 27     | 1      |
| 2013-2014          | Latina             | B                  | 8          | 0          | CI              | 0               | 0               | -                  | -                  | -                  | -           | -           | -           | 8      | 0      |
| Totale Latina      | Totale Latina      | Totale Latina      | 32+3       | 1          |                 | 0               | 0               |                    | -                  | -                  |             | -           | -           | 35     | 1      |
| 2014-2015          | Foggia             | LP                 | 13         | 0          | CI-LP           | 0               | 0               | -                  | -                  | -                  | -           | -           | -           | 13     | 0      |
| 2015-2016          | Foggia             | LP                 | 32+5       | 2          | CI+CI-LP        | 3+5             | 0               | -                  | -                  | -                  | -           | -           | -           | 45     | 2      |
| 2016-2017          | Foggia             | LP                 | 31         | 1          | CI+CI-LP        | 2+2             | 0               | -                  | -                  | -                  | SC-LP       | 2           | 0           | 37     | 1      |
| 2017-2018          | Foggia             | B                  | 30         | 2          | CI              | 2               | 0               | -                  | -                  | -                  | -           | -           | -           | 32     | 2      |
| 2018-2019          | Foggia             | B                  | 26         | 3          | CI              | 0               | 0               | -                  | -                  | -                  | -           | -           | -           | 26     | 3      |
| Totale Foggia      | Totale Foggia      | Totale Foggia      | 132+5      | 8          |                 | 14              | 0               |                    | -                  | -                  |             | 2           | 0           | 153    | 8      |
| 2019-gen. 2020     | Ascoli             | B                  | 14         | 1          | CI              | 3               | 0               | -                  | -                  | -                  | -           | -           | -           | 17     | 1      |
| gen.-giu. 2020     | Crotone            | B                  | 14         | 1          | CI              | 0               | 0               | -                  | -                  | -                  | -           | -           | -           | 14     | 1      |
| 2020-gen. 2021     | Ascoli             | B                  | 13         | 0          | CI              | 0               | 0               | -                  | -                  | -                  | -           | -           | -           | 13     | 0      |
| Totale Ascoli      | Totale Ascoli      | Totale Ascoli      | 27         | 1          |                 | 3               | 0               |                    | -                  | -                  |             | -           | -           | 30     | 1      |
| gen.-giu. 2021     | Cosenza            | B                  | 11         | 0          | CI              | 0               | 0               | -                  | -                  | -                  | -           | -           | -           | 11     | 0      |
| 2021-2022          | Cosenza            | B                  | 21+1       | 0          | CI              | 0               | 0               | -                  | -                  | -                  | -           | -           | -           | 13     | 0      |
| Totale Cosenza     | Totale Cosenza     | Totale Cosenza     | 32+1       | 0          |                 | 0               | 0               |                    | -                  | -                  |             | -           | -           | 33     | 0      |
| 2022-2023          | Juve Stabia        | C                  | 27+1       | 0          | CI              | 1               | 0               | -                  | -                  | -                  | -           | -           | -           | 29     | 0      |
| 2023-2024          | Juve Stabia        | C                  | 17         | 0          | CI-C            | 3               | 0               | -                  | -                  | -                  | SC-C        | 0           | 0           | 20     | 0      |
| 2024-2025          | Juve Stabia        | B                  | 0          | 0          | CI              | 0               | 0               | -                  | -                  | -                  | -           | -           | -           | 0      | 0      |
| Totale Juve Stabia | Totale Juve Stabia | Totale Juve Stabia | 44+1       | 0          |                 | 4               | 0               |                    | -                  | -                  |             | 0           | 0           | 49     | 0      |
| Totale carriera    | Totale carriera    | Totale carriera    | 356+10     | 12         |                 | 25              | 0               |                    | -                  | -                  |             | 2           | 0           | 393    | 12     |

## Palmarès

### Club

#### Competizioni nazionali
- Lega Pro: 1

Foggia: 2016-2017 (girone C)
- Coppa Italia Lega Pro: 1

Foggia: 2015-2016
- Serie C: 1

Juve Stabia: 2023-2024 (girone C)

#### Competizioni giovanili
- Torneo di Viareggio: 1

Inter: 2008